# Gambia i olympiska sommarspelen 1984
Gambia deltog i de olympiska sommarspelen 1984 med en trupp bestående av sju deltagare, men ingen av landets deltagare erövrade någon medalj.

## Friidrott
Herrarnas 400 meter
- Dawda Jallow
  - Heat — 48,36 (→ gick inte vidare)

Herrarnas 1 500 meter
- Paul Ceesay
  - Försöksheat — 3:59,14 (→ gick inte vidare)